# Село-при-Робу
Село-при-Робу (словен. Selo pri Robu) — поселення в общині Велике Лаще, Осреднєсловенський регіон, Словенія. 
Висота над рівнем моря: 819 м.